# دیوانه (فیلم ۲۰۱۳)
دیوانه (به هندی: Ghanchakkar) یا مرد بازیگوش فیلمی محصول سال ۲۰۱۳ و به کارگردانی راج کومار گوپتا است. در این فیلم بازیگرانی همچون عمران هاشمی، ویدیا بالان، راجش شارما، نامت داس ایفای نقش کرده‌اند.